# Gregor Schiemann
Gregor Schiemann (* 17. Juli 1954 in Hamburg) ist ein deutscher Philosoph und seit Januar 2020 ein Hochschullehrer im Ruhestand.

## Leben
Nach einer Werkzeugmacherlehre studierte Schiemann Maschinenbau, Physik und Philosophie in Kaiserslautern, Wien und Zürich. An der Eidgenössischen Technischen Hochschule in Zürich erwarb er 1988 ein Diplom in Physik.
Von 1990 bis 2004 war er Lehrbeauftragter und wissenschaftlicher Mitarbeiter am Institut für Philosophie der Technischen Universität Darmstadt, am Institut für Philosophie der HU Berlin und am Philosophischen Seminar der Universität Tübingen. Schiemann wurde 1995 mit einer Untersuchung zum Wandel des Wissenschaftsbegriffes im 19. Jahrhundert („Wahrheitsgewissheitsverlust“) in Darmstadt zum Dr. phil. promoviert. Er habilitierte sich 2003 in Tübingen in Philosophie mit einer Schrift über die gegenwärtige Pluralität von Naturvorstellungen („Natur, Technik, Geist“). In den Jahren 1990 und 2000 arbeitete er als Fellow am Dibner Institute for the History of Science and Technology in Cambridge (MA).
Seit 2004 ist Schiemann Professor für Philosophie mit dem Schwerpunkt Theorie und Geschichte der Wissenschaften an der Bergischen Universität Wuppertal. Seit Januar 2020 befindet er sich im Ruhestand. Er ist Gründungsmitglied des „Interdisziplinären Zentrums für Wissenschafts- und Technikforschung. Normative und historische Grundlagen“ (IZWT). Von 2009 bis 2014 war er Mitherausgeber des „Journal for General Philosophy of Science“ („Zeitschrift für Allgemeine Wissenschaftstheorie“). Seit 2016 ist er Sprecher der Forschergruppe „The Epistemology of the Large Hadron Collider“. 2018 wurde er als Vollmitglied in die „Internationale Akademie für Philosophie der Wissenschaften“ aufgenommen.
Seine Forschungsgebiete umfassen Wissenschaftsphilosophie und Naturphilosophie sowie Geschichte der Philosophie und Wissenschaftsgeschichte. Schwerpunkte seiner Arbeiten sind der Wandel des modernen Wissenschaftsbegriffes, die Philosophie der Naturwissenschaften –, insbesondere der Physik –, und die Pluralität der Naturauffassungen innerhalb und außerhalb der Wissenschaften.
Gregor Schiemann ist der Sohn von Ruth (1924–2000), geb. Junginger, und Heinrich Schiemann (1916–2002) und Enkel von Elsa (1878–1927), geb. Specht, und Eduard Schiemann (1885–1942).

## Veröffentlichungen (Auswahl)

### Monographien
- Lebenswelt und Wissenschaft. De Gruyter, Berlin / New York 2021.
- Wahrheitsgewissheitsverlust. Hermann von Helmholtz' Mechanismus im Anbruch der Moderne. Eine Studie zum Übergang von klassischer zu moderner Naturphilosophie. Wissenschaftliche Buchgesellschaft, Darmstadt 1997, ISBN 3-534-13265-3.
  - Englische Ausgabe: Hermann von Helmholtz’s Mechanism: The Loss of Certainty. A Study on the Transition from Classical to Modern Philosophy of Nature. Springer, Dordrecht 2009, ISBN 978-1-4020-5629-1.
- Natur, Technik, Geist. Kontexte der Natur nach Aristoteles und Descartes in lebensweltlicher und subjektiver Erfahrung. De Gruyter, Berlin / New York 2005, ISBN 3-11-018053-7.
- Werner Heisenberg. Beck, München 2008, ISBN 978-3-406-56840-4.

### Herausgeberschaften
- Was ist Natur? Klassische Texte zur Naturphilosophie. DTV, München 1996.
- mit Joshua Rosaler, Robert Harlander und Miguel Ángel Carretero Sahuquillo: Naturalness, Hierarchy, and Fine-Tuning. In: Foundations of Physics. Band 49, Nr. 9, Springer, September 2019, ISSN 0015-9018.
- mit Brigitte Falkenburg: Mechanistic Explanations in Physics and Beyond. (= European Studies in Philosophy of Science). Springer 2019, ISBN 978-3-030-10707-9.
- mit Gernot Böhme: Phänomenologie der Natur. Suhrkamp Verlag, Frankfurt am Main 1997.
- mit Michael Hauskeller und Christoph Rehmann-Sutter: Naturerkenntnis und Natursein. Suhrkamp Verlag, Frankfurt am Main 1998, ISBN 3-518-28927-6.
- mit Dieter Mersch und Gernot Böhme: Platon im nachmetaphysischen Zeitalter. Wissenschaftliche Buchgesellschaft, Darmstadt 2006, ISBN 3-534-18259-6.
- mit Alfred Nordmann und Hans Radder (Hrsg.): Science Transformed? Debating claims of an epochal break. University of Pittsburgh Press, Pittsburgh 2011, ISBN 978-0-8229-6163-5.
  - Deutsche Ausgabe: Strukturwandel der Wissenschaft. Positionen zum Epochenbruch. Velbruck Wissenschaft, Weilerswist-Metternich 2014, ISBN 978-3-942393-70-6.
- mit Renate Breuninger: Langeweile. Auf der Suche nach einem unzeitgemäßen Gefühl. Ein philosophisches Lesebuch. Campus, Frankfurt am Main / New York 2015, ISBN 978-3-593-50182-6.
- mit Thomas Kirchhoff u. a.: Naturphilosophie. Ein Lehr- und Studienbuch. UTB (Mohr Siebeck), Tübingen 2017, ISBN 978-3-8252-4769-0.
- mit Dennis Lehmkuhl und Erhard Scholz: Towards a Theory of Spacetime Theories. Springer, Dordrecht 2017, ISBN 978-1-4939-3210-8.
- mit Michael Heidelberger und Helmut Pulte: Hermann von Helmholtz. Philosophische und populär-wissenschaftliche Schriften. 3 Bände. Meiner Verlag, Hamburg 2017, ISBN 978-3-7873-2896-3.

### Beiträge
- R. Harlander, J.-P. Martinez, G. Schiemann: The end of the particle era? In: The European Physical Journal. H. Band 48, Juni 2023.
- Trotz alledem: Eine Verteidigung der klassischen Unterscheidung von Natur und Technik. In: Salzburger Jahrbuch für Philosophie. 67, S. 131–148.
- Old and New Mechanistic Ontologies. In: Brigitte Falkenburg, Gregor Schiemann (Hrsg.): Mechanistic Explanations in Physics and Beyond. (= European Studies in Philosophy of Science. Band 11). Springer, Dordrecht 2019, S. 33–46.
- Phänomenologische Todesbegriffe. In: Inga Römer, Alexander Schell (Hrsg.): Phänomenologie und Metaphysik. Meiner Verlag, Hamburg 2019, S. 289–306.
- The Coming Emptiness: On the Meaning of the Emptiness of the Universe in Natural Philosophy. In: Philosophies. Volume 4, Nr. 1, 2019.
- Levels of the World. Limits and Extensions of Nicolai Hartmann’s and Werner Heisenberg’s Conceptions of Levels. In: Horizon. Studies in Phenomenology. Volume 8, Nr. 1, 2019, S. 103–122.
- The Transparency of Disenchantment. In: Chiasma, A Site for Thought. 2020.
- Tausendfaltige Naturen. Zur Vielgestaltigkeit der Naturdeutungen in Novalis’ „Die Lehrlinge zu Sais“. In: Klaus Feldmann, Nils Höppner (Hrsg.): Wie über Natur reden? Philosophische Zugänge zum Naturverständnis im 21. Jahrhundert. (= Physis. Band 5). Karl Alber Verlag, Freiburg 2020, S. 91–106.
- Das kommende Nichts. In: Information Philosophie. Heft 1, 2021, S. 18–22.
- Totalität oder Zweckmäßigkeit? Kants Ringen mit dem Mannigfaltigen der Erfahrung im Ausgang der Vernunftkritik. In: Kant-Studien. 1992/93, S. 294–303.
- The Loss of World in the Image. Origin and Development of the Concept of Image in the Thought of Hermann von Helmholtz and Heinrich Hertz. In: Davis Baird (Hrsg.): Heinrich Hertz. Classical Physicist, Modern Philosopher. Kluwer, Dordrecht 1998, S. 25–38.
- Natur, Kultur und ihr Anderes. In: Friedrich Jaeger, Burkhard Liebsch (Hrsg.): Handbuch der Kulturwissenschaften. Eine interdisziplinäre Bestandsaufnahme. Metzler, Stuttgart 2004, S. 60–75.[4]
- Naturphilosophie als Arbeit am Naturbegriff. In: Christian Kummer (Hrsg.): Was ist Naturphilosophie und was kann sie leisten. Alber, Freiburg u. a. 2009, S. 151–169.
- Is an epoch-making change in the development of science currently taking place? A critique of the ‘epochal-break-thesis’. In: M. Carrier, A. Nordmann (Hrsg.): Science in the Context of Application. Springer, Berlin 2011, S. 431–453.
- Wahrheitsgewissheitsverluste. Nietzsches und Helmholtz’ Wissenschaftsauffassung im Anbruch der Moderne. In: Helmut Heit (Hrsg.): Nietzsches Philosophie des Wissens im Kontext des 19. Jahrhunderts. de Gruyter, Berlin/New York 2014, S. 46–75.
- Nihilismus der Transparenz. Grenzen der Medienphilosophie Jean Baudrillards. In: Jan-Hendrik Möller, Jörg Sternagel, Lenore Hipper (Hrsg.): Paradoxalität des Medialen. Wilhelm Fink, Paderborn 2013, S. 237–254.
- The Objectivity of Nihilism. In: Divinatio. Studia Culturologica. 2016.
- Quellen und Grenzen lebensweltlicher Vorstellungen vom Tod. In: Jassen Andreev et al. (Hrsg.): Das interpretative Universum. Königshausen & Neumann, Würzburg 2017, S. 415–439.